# ラッセン (ミサイル駆逐艦)
| USS Lassen |                                                                                              |
| 艦歴       |                                                                                              |
| 発注       | 1995年1月6日                                                                                 |
| 起工       | 1998年8月24日                                                                                |
| 進水       | 1999年10月16日                                                                               |
| 就役       | 2001年4月21日                                                                                |
| 退役       |                                                                                              |
| その後     | 就役中                                                                                       |
| 要目       |                                                                                              |
| 排水量     | 9,648 トン                                                                                   |
| 全長       | 155.3 m (509 ft 6in)                                                                         |
| 全幅       | 20.1 m (66 ft)                                                                               |
| 吃水       | 9.4 m (31 ft)                                                                                |
| 機関       | COGAG方式                                                                                    |
| 機関       | LM 2500-30ガスタービンエンジン (27,000shp) ×4基                                              |
| 機関       | 可変ピッチプロペラ（5翔）×2軸                                                                |
| 最大速     | 31ノット                                                                                     |
| 航続距離   | 4,400 海里（20ノット時）                                                                     |
| 乗員       | 士官、兵員 380名                                                                             |
| 兵装       | Mk.45 mod.4 5インチ単装砲 ×1基                                                               |
| 兵装       | Mk.38 25mm単装機関砲 ×2基                                                                    |
| 兵装       | Mk.15 20mmCIWS×2基                                                                           |
| 兵装       | M2 12.7mm機銃 ×4挺                                                                           |
| 兵装       | Mk.41 mod.7 VLS ×96セル - SM-2MR SAM - ESSM 短SAM - VLA SUM - トマホーク SLCM などを発射可能 |
| 兵装       | Mk.32 3連装短魚雷発射管×2基                                                                  |
| 艦載機     | MH-60R×2機搭載可能                                                                           |
| C4ISTAR    | AWS B/L 6 (Mk.99 GMFCS×3基)                                                                  |
| C4ISTAR    | AN/SQQ-89A(V)15                                                                              |
| センサ     | AN/SPY-1D(V) 多機能レーダー×4面                                                              |
| センサ     | AN/SPS-67 対水上レーダー×1基                                                                 |
| センサ     | AN/SQS-53C(V)1艦首装備ソナー                                                                 |
| 電子戦     | AN/SLQ-32(V)3 ESM/ECM装置                                                                    |
| 電子戦     | Mk 36 SRBOC デコイ発射機                                                                     |
| モットー   | From Courage, Life                                                                           |

ラッセン (英語: USS Lassen, DDG-82) は、アメリカ海軍のミサイル駆逐艦、アーレイ・バーク級ミサイル駆逐艦の32番艦。艦名はベトナム戦争で名誉勲章を受章したクライド・エヴェレット・ラッセン中尉(1942 – 1994)に因む。フライトIIAの3隻目で、弾道ミサイルを追尾できる高性能のレーダーを備え、 弾道ミサイル防衛システムの機能の一部を担う能力がある。

## 艦歴
ラッセンはミシシッピ州パスカグーラのインガルス造船所で1998年8月24日に起工し、1999年10月16日に進水、2001年4月21日にフロリダ州タンパで就役した。
2005年9月、ラッセンはアメリカの先制攻撃戦略の柱である「ミサイル防衛」前進拠点基地である横須賀にBM監視艦として配備された。ミサイル防衛対応艦船。6月に配備されたステザム (USS Stethem, DDG-63) に続き、7隻目のイージス艦となった。横須賀基地の第7艦隊は、旗艦ブルー・リッジ (USS Blue Ridge, LCC-19) 以下、空母キティホーク (USS Kitty Hawk, CVA-63) も含め11隻態勢となる。
2005年10月12日、ラッセンは親善・友好目的で北海道の室蘭港に入港した。室蘭港のイージス艦寄港は8年ぶりであり、商工会議所、観光協会、室蘭市、自衛隊などの関係者約40人が出席した歓迎式典が行われた。当時、ラッセンの艦長だったケリー・S・ギルピン中佐は「友人から素晴らしいとは聞いていましたが本当に美しい港です。市内見学が楽しみ。寄港でき光栄です。最新鋭の艦船をぜひ見てほしいです」と述べた。乗組員が室蘭市民とバスケットボールやお茶会などで交流するほか、清掃ボランティア活動を行った。
2008年2月15日、長崎県の長崎港に入港し、県平和委員会などが主催する集会に参加した。
2009年7月1日にFOXニュースは、ラッセンが密輸を疑われた北朝鮮の貨物船、カンナム1号を追跡したと報道した。
2010年11月28日、ラッセンはジョージ・ワシントン (USS George Washington, CVN-73) 、ステザムらと28日に黄海で行われた米韓合同演習に参加する。
2012年2月3日、ラッセンは東京都が実施した帰宅困難者対策訓練に参加し、東京港から横須賀海軍施設まで帰宅困難者役の東京都職員を代替輸送した。
2015年10月27日、アメリカの国防当局者はミサイル駆逐艦のラッセンが、南シナ海で中国が造成した人工島から12カイリ（約22キロ）の境界に接近しており、12カイリ内に数時間とどまる見通しだと明らかにした。
2016年1月6日（米海軍公式2016.1.12）、バリー（USS Barry, DDG-52）と交替のため、横須賀基地を出港して真珠湾経由でメイポート基地へ向かった。

## 接触事故
2009年2月15日、ラッセンは横須賀港内でプレジャーボートと接触した。怪我人は出なかったものの、業務上過失往来妨害の疑いでラッセンのアンソニー・シモンズ艦長とボートの船長が3月23日に書類送検された。